# أولاد بوبكر (أولاد عبد الدايم)
أولاد بوبكر هو دُوَّار يقع بجماعة تزطوطين، إقليم الناظور، جهة الشرق في المملكة المغربية. ينتمي الدوّار لمشيخة أولاد عبد الدايم التي تضم 11 دوار. يقدر عدد سكانه بـ 888 نسمة حسب الإحصاء الرسمي للسكان والسكنى لسنة 2004.

## روابط خارجية
- البوابة الوطنية للجماعات الترابية
- المندوبية السامية للتخطيط